# Torre da Pólvora

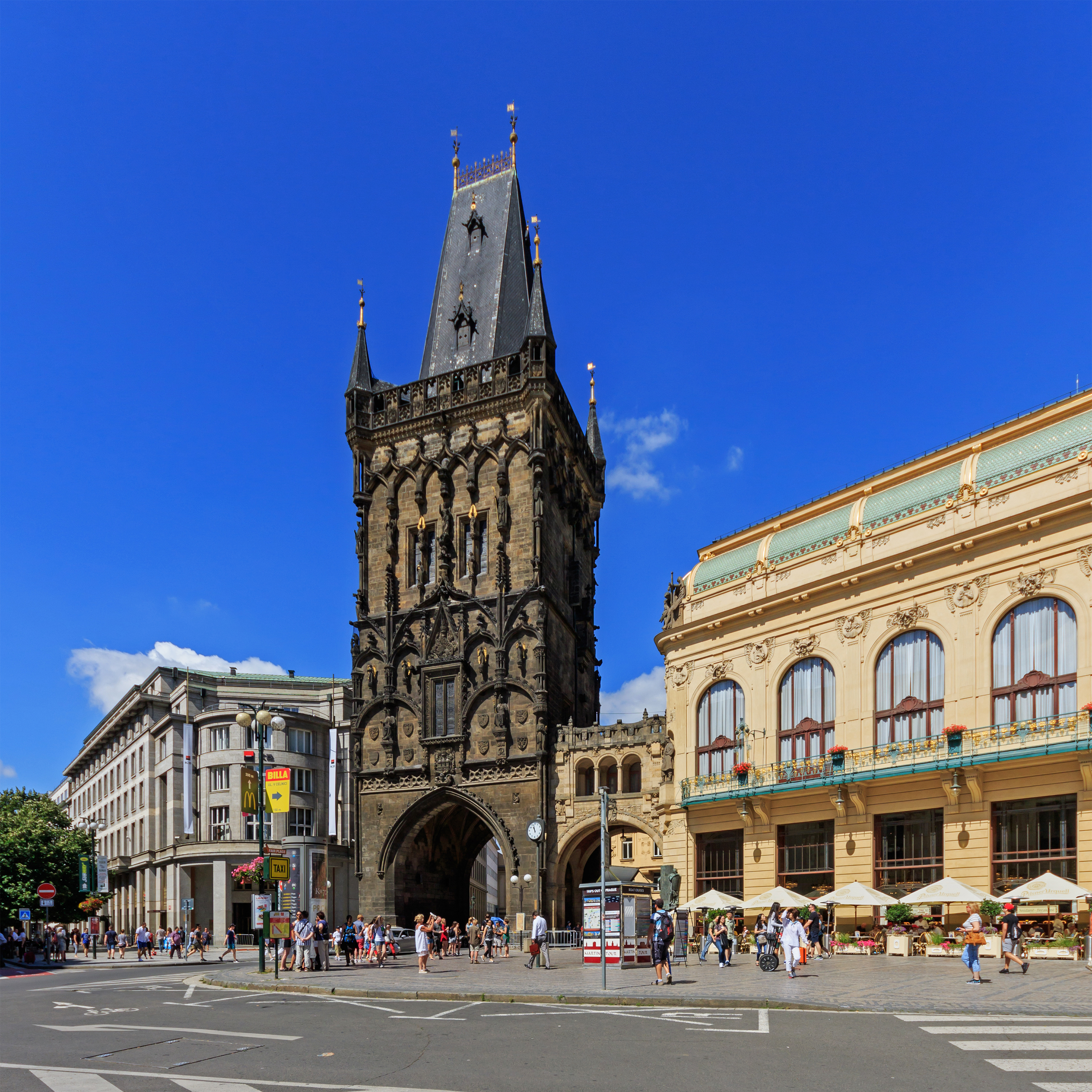

A Torre da Pólvora é uma parte do interior do Castelo de Praga, localizado em Praga, a capital da Chéquia.
Era uma 13 torres defensivas que faziam parte das muralhas que rodeavam a cidade velha 1232, mas é a única que se encontra de pé nos dias de hoje.
Por esta porta tinham acesso à Praga medieval as rotas comerciais procedentes da cidade real checa de Kutná Hora, na Boémia Oriental, e as procedentes da Polónia e do Báltico.
Já durante o reinado de Maria Teresa de Áustria (século XVIII), a Porta ou Torre da Pólvora passa a deixar de ter funções defensivas para se converter em armazém de pólvora, e daí o nome atual.
As invasões não destruíram, mas danificaram a torre, tendo esta sido reconstruída no século XIX, pelo célebre arquitecto checo Josef Mocker em estilo pseudogótico. Hoje, a Torre da Pólvora é um dos mais valiosos monumentos arquitectónicos de Praga.